# Кактусови
Кактусови (на латински: Cactaceae) са семейство многогодишни растения принадлежащи към отдел Покритосеменни. 

## Етимология
Думата „кактус“ произлиза от гръцкото Κακτος кактус, използвано в класическия гръцки за един вид тръни, вероятно кардуна, и използвано като родово наименование Cactus от Линей през 1753 г. (сега отхвърлено и заменено с „Mammillaria).“

## Същност и особености
Кактусите са сукулентни растения, но много от тези растения забележително наподобяват на кактуси без да са такива и често биват наричани погрешно „кактуси“. Това подобие обаче е вследствие на паралелна еволюция. Никое от тези растения няма близко родство с кактусите. Една ясна отличителна черта на семейството на кактусите са ареолите – специализирани структури, от които израстват бодлите или нови издънки.
Кактусите имат голямо разнообразие от форми и размери, като някои израстват до внушителни размери. Формата и размерът им варират от малки и овални до високи и стълбообразни, като например сагуарото. Смята се, че кактусите са еволюирали през последните 30 – 40 млн. години. Много отдавна Америките са били свързани с останалите континенти, но са се отделили поради дрейфа на континентите. Видовете, уникални за Новия свят, би трябвало да са се развили след отделянето. Континентите са се раздалечили на значително разстояние едва преди 50 млн. години. Така би могло да бъде обяснено защо кактусите са толкова редки в Африка – континентите са били вече разделени, когато кактусите са еволюирали.
Както и другите сукуленти (растения с месести листа или стъбла), кактусите са добре приспособени към живот при оскъдни валежи. Листата са еволюирали до бодли, които, освен че способстват за изпаряването на по-малко вода чрез транспирация, отколкото обикновените листа, защитават кактуса от животни, търсещи вода. Рекордьор по отношение на удивителната им способност да натрупват вода в тялото си, са някои видове от рода Opuntia, които складират до 3 t вода в дебелите си месести и бодливи плочи. 
Фотосинтезата се осъществява от увеличените стъбла, които служат и за складиране на вода. За разлика от други месести растения, стъблото е единствената част на същинския кактус, където се осъществява това. Много малко членове на семейството имат листа и те обикновено са рудиментарни и бързо опадват. Листата са обикновено шилообразни и не по-дълги от 1 до 3 mm. Два рода, Pereskia и Pereskiopsis обаче имат дълги, немесести листа с дължина 5 – 25 cm, както и немесести стъбла. Възможно е това да са примитивни родове, смятани за твърде подобни на растенията, от които кактусите са еволюирали.

## Разпространение
Te виреят изключително много в Северна, Южна и Централна Америка. Изключение прави Rhipsalis baccifera, който расте навсякъде в тропическия пояс, включително и в Африка, Мадагаскар и Шри Ланка. За него се смята, че се е разпространил от тропическа Америка сравнително скоро, през последните няколко хилядолетия, пренесен вероятно като семена в храносмилателните пътища на мигриращи птици. Много други кактуси се аклиматизират в други части на света с подобни условия, след като са били пренесени от хората.

В България има диворастящи кактуси на няколко места (виж в Странник.Бг:). Змийският остров е най-известното такова място в страната. Кактусите плътно са покрили на много места десетки квадратни метри по южните трудно достъпни скални склонове. Интересното е, че са се видоизменили в определена степен и са се аклиматизирали напълно. Те са засадени тук от царския ботаник Иван Буреш през 1933 година, донесъл ги от ботаническата градина на Братислава, вероятно по поръчка на цар Борис III, който според архивите, обичал да отдъхва на острова при ловни походи в околността.

## Класификация
Семейство Кактусови
- Подсемейство Cactoideae
- Подсемейство Maihuenioideae
- Подсемейство Opuntioideae
- Подсемейство Pereskioideae

## Размножаване
Някои кактуси имат красиви цветове, които, както и бодлите и разклоненията, израстват от ареолите. Много видове кактуси цъфтят през нощта, тъй като се опрашват от нощни насекоми или дребни животни, главно от нощни пеперуди и прилепи.
Много видове кактуси се култивират като декоративни растения. Някои кактуси дават плодове, годни за ядене.

## Други
На кактусите е наречена улица в квартал „Орландовци“ в София (Карта).

## Галерия
- Цъфтящ кактус от Ботаническата градина на БАН
- Цъфтящ кактус от Ботаническата градина на БАН
- Цъфтящ кактус от Ботаническата градина на БАН
- Разцъфнали кактуси (Opuntia sp.) на Аркутино
- Изглед на пустинята Анза Борего, Калифорния